# Gustav Klimt
Gustav Klimt (Beč, 14. srpnja 1862. – Beč, 6. veljače 1918.) je bio najvažniji slikar austrijske secesije s izrazito istančanim simbolističkim stilom.
Život Gustava Klimta podudara se sa zlatnim dobom Beča s kraja stoljeća. Bilo je to vrijeme umjetničke obnove i umjetničkog bunta te rađanje modernizma. Nova umjetnost, art nouveau, donosi svoje samosvjesne i dekadentne pravce u slikarstvu i literaturi, kroz koje se provlačila snažna opčinjenost erotikom. Bio je to Freudov Beč, koji je izvana još bio u duhu viktorijanskog morala, ali neobuzdano ponašanje bila je glavna tema dana. Bečka zanesenost erotikom našla je u Klimtu velikog pjesnika. Ni jedan drugi umjetnik nije tako slavio Erosa, a iznad svega žene, kao muze vampa i konačnog ispunjenja svrhe života.
Njegovo slikarstvo ispunjeno je naturalističkim prikazima erotskog i težnjom da platna ispuni sjajnim zamršenim dekoracijama. U njegovim najpoznatijim radovima, kao što je Poljubac, osjećaji i dekorativna prekomjernost sjedinjeni su na veličanstveni način.

## Život i djelo
Rođen je 14. srpnja 1862. u bečkom predgrađu Baumgartenu. Otac, češki emigrant, nije uspio kao zlatar, te su djeca Klimtovih rasla u neimaštini. Gustav, koji je svoju darovitost pokazao još u Visokoj školi za umjetnost i obrt, dobivao je narudžbe za ukrašavanje velikih javnih zgrada koje su se gradile tijekom 1880-ih i 1890-ih godina. U suradnji s bratom i umjetnikom Franzom Matschom osnovao je podružnicu Klimt-Matsch i dobivao gotovo sve važnije poslove, kao što je oslikavanje znamenitih bečkih spomenika secesije, Zgrada bečke secesije u Beču i Palača Stoclet u Bruxellesu.
Godine 1897., skupina umjetnika, koja je željela na moderniji, pustolovniji način stvarati svoja djela, osnovala je secesiju, a Klimt je postao prvim predsjednikom. Njegove dekoracije počele su izazivati oštre kritike konzervativnog Beča, ali je on slikanjem veličanstvenih portreta žena iz otmjenog društva mogao dovoljno ugodno živjeti, oslobođen narudžbi.
Klimt nije bio buntovnik. Klonio se javnosti, a i privatni život držao je za sebe. Iz njegovih slika zrcali se unutarnji svijet i ljepota puna senzualnosti. Umro je u Beču 6. veljače 1918. godine, nekoliko mjeseci prije potpunog sloma Austro-Ugarske i svijeta kakav je poznavao.

### U Hrvatskoj
Gustav Klimt je 1885. izradio 3 slike za potrebe Teatro Comunale u Rijeci, danas HNK Ivana pl. Zajca. Kao dio iste narudžbe 9 stropnih slika za potrebe kazališta 3 slike je izradio Gustavov brat Ernst Klimt, a 3 umjetnik Franz Matsch. Svih 9 slika je restaurirano 2021. godine. Slike Gustava Klima restaurirane su u Odjelu za štafelajno slikarstvo Hrvatskoga restauratorskog zavoda u Zagrebu, a slike Gustava Klimta i Franza Matscha u odjelu Hrvatskoga restauratorskog zavoda u Rijeci. Restaurirane slike prikazat će se na izložbi naslova "Nepoznati Klimt – ljubav, smrt, ekstaza", 20. travnja 2021. godine, u sklopu programa Rijeke – Europske prijestolnice kulture. Slike će biti izložene u Palači šećerane Muzeja grada Rijeke.

## Galerija slika
- Poljubac, 1907.-1908., ulje na platnu, 180 x 180 cm, Austrijska galerija, Beč.
- Judita s Holofernovom glavom I., 1901., ulje na platnu, Belvedere, Beč.
- Detalj "Bethovenovog friza", Austrijska gelerija u Beču.
- Danaja, 1907., ulje na platnu u privatnom vlasništvu, Beč.
- Portret Adele Bloch-Bauer I. je 2006. god. prodan Novoj galeriji u New Yorku za rekordnih 135 milijuna $.

## Vanjske poveznice
- Životopis Gustava Klimta  Arhivirana inačica izvorne stranice od 3. studenoga 2012. (Wayback Machine)